# 김포경찰서
김포경찰서(金浦警察署, Gimpo Police Station)는 경기도남부경찰청이 관할하는 경찰서 중 하나이다. 경기도 김포시 일대를 관할한다. 경기도 김포시 태장로795번길 65 (장기동)에 위치하고 있다.
최근 김포시 인구가 급증 및 인구수가 50만명이 넘어감에 따라 김포경찰서의 신설론에 힘이 실리는 만큼 만일 경찰서가 신설된다면 기존 관할구역인 김포시 구도심과 풍무동 고촌읍 등 김포시 동남부를 관할하는 만큼 김포남부경찰서나 김포동부경찰서로 신설될 가능성이 높다. 
또한 기존 경찰서는 이를 제외한 지역을 관할하는데다 언급된 지역보다 상당 북쪽에 위치하고 있어 김포북부경찰서나 김포서부경찰서로 개칭될 가능성이 높다.
다만, 김포 앞바다 해상사건과 한강하구 휴전선 유역은 중부지방해양경찰청 인천해양경찰서에서 관할한다.
서장은 총경으로 보한다.

## 조직
| - 청문감사관 - 112종합상황실 - 경무과 - 공공안녕정보외사과 | - 안보과 - 수사과 - 형사과 | - 생활안전과 - 여성청소년과 - 경비교통과 |

## 관할 파출소 및 지구대
김포경찰서는 4개의 지구대와 8개의 파출소를 산하에 두고 있다.
| 명칭             | 사진 | 주소                          | 관할구역                              | 치안센터 |
| ---------------- | ---- | ----------------------------- | ------------------------------------- | -------- |
| 운양지구대       |      | 김포한강로11로 156(운양동)    | 운양동                                |          |
| 마산지구대       |      | 김포한강8로 176(마산동)       | 마산동,구래동,양촌읍4개               |          |
| 장기지구대       |      | 경기 김포시 청송로 36(장기동) | 장기.김포2동                          |          |
| 사우지구대       |      | 사우중로 35-5 (사우동)        | 사우동,풍무동,김포1                   |          |
| 풍무파출소       |      | 양도로 53                     | 풍무동                                |          |
| 고촌파출소       |      | 고촌읍 김포대로 347           | 고촌읍 (전호리 제외)                  |          |
| 양촌파출소       |      | 양촌읍 양곡1로68번길 3        | 양촌읍5개리(양곡,석모,누산,흥신,구래) |          |
| 대곶파출소       |      | 대곶면 율생로 72              | 대곶면                                |          |
| 통진파출소       |      | 통진읍 조강로 83              | 통진읍                                |          |
| 월곶파출소       |      | 월곶면 군하로276번길 13       | 월곶면                                |          |
| 하성파출소       |      | 하성면 애기봉로 847           | 하성면                                |          |
| 김포터미널파출소 |      | 고촌읍 아라육로152번길 56     | 고촌읍 전호리 일원                    |          |

## 같이 보기
- 경기도남부지방경찰청
- 중부지방해양경찰청